# ArmaLite
ArmaLite, o Armalite è un'azienda statunitense produttrice di armi da fuoco leggere.
Presso di essa lavorò Eugene Stoner, che sviluppò l'AR-15, che costituì la base per l'M16.

## Storia
Creata nel 1954 come una divisione della Fairchild Aircraft, sviluppò e produsse armi fino agli anni '70, cessando l'attività nel 1983 quando venne venduta alla "Elisco Tool Manufacturing Company", con sede nelle Filippine.
Nel 1996 la società, insieme ai diritti sulle armi ed il marchio, venne acquistata da Mark Westrom, che ne pose la sede in Geneseo, nell'Illinois.

## Prodotti principali
- AR-1
- AR-3
- AR-5
- AR-7
- AR-10
- AR-11
- AR-12
- AR-13
- AR-14
- AR-15
- AR-18
- AR-24
- AR-50